# Małgorzata Porete

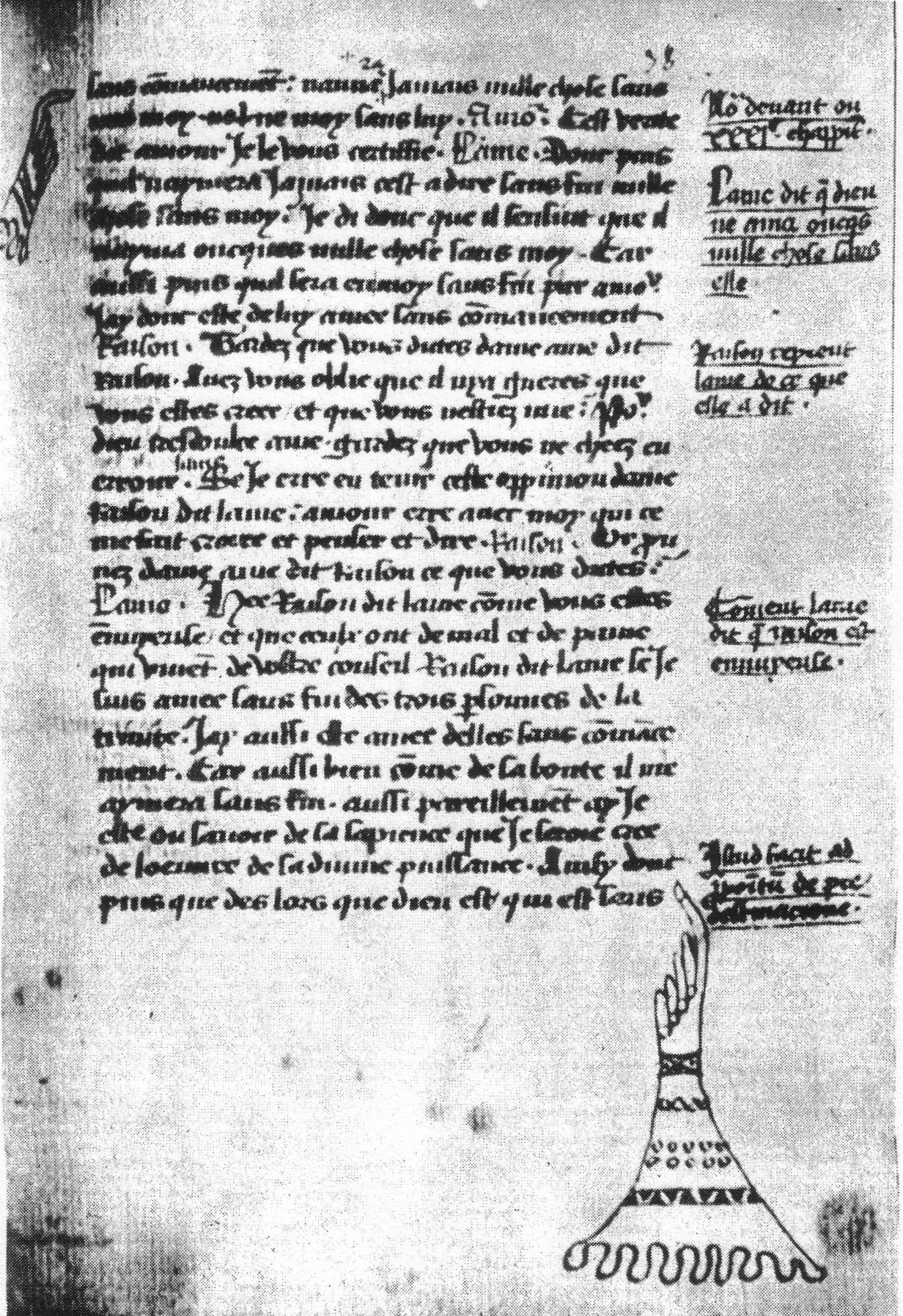
Francuski rękopis Zwierciadła prostych dusz z końca XV lub początku XVI wieku.

Małgorzata Porete, Marguerite Porete lub też Marguerite Porète/Porrette/Poirette/Marguerite z Hainaut (ur. ok. 1260, zm. 1 czerwca 1310 w Paryżu) – francuska mistyczka należąca do beginek, autorka dzieła Zwierciadło dusz prostych czyli Speculum simplicium animarum (znane też jako Zwierciadło dusz unicestwionych). Prześladowana i skazana na śmierć przez Inkwizycję. Wykonanie wyroku poprzez spalenie na stosie przekazano władzom świeckim.
Niewiele wiadomo o jej życiu, większość informacji pochodzi z dokumentacji jej procesu, w którym została oskarżona o herezję. Nie można być pewnym, że te i inne dostępne informacje są obiektywne. Po procesie, w którym nie zgodziła się uznać autorytetu duchowego Kościoła i odmówiła składania zeznań, została ekskomunikowana i 1 czerwca 1310 roku na placu Grève (Place de Grève) w Paryżu wraz z jej dziełem spalona na stosie.
Po śmierci jej dzieło było publikowane w kilku wersjach i w kilku tłumaczeniach, lecz dopiero w latach 40. XX wieku uznano tę książkę za dzieło autorstwa Małgorzaty Porete.
Jej książka Zwierciadło prostych dusz (Zwierciadło dusz umartwionych) miała pomóc innym przyłączyć się do jej modlitw. Małgorzata uważała się za kierownika duchowego, a książka miała pomóc w dotarciu do społeczności. Książka napisana przed 1306 przewyższa tradycje mistyki miłosnej odważnym zarysem doskonałości mistycznej